# Franz Haß
Christoph Franz Phillipp Wilhelm Haß (* 1781; † 19. März 1835 in Münster) war ein deutscher Regierungsbeamter. Von 1816 bis 1832 war er Landrat in Herford.

## Leben
Franz Haß stammte aus Minden. Er immatrikulierte sich im Oktober 1798 an der Universität Erlangen und schloss sich den Erlanger Westfalen an. Im Jahr 1802 war er bei der Kriegs- und Domänenkammer in Minden tätig und wurde nach dem Reichsdeputationshauptschluss 1803 zur Abtei Marienfeld versetzt, dort war er für die Aufhebung der Abtei zuständig. Im Jahr 1806 war Franz Haß Geheimer Sekretär beim Kommissariat des fürstlich hohenloheschen Armeekorps. Im (französischen) Königreich Westphalen war Franz Haß ab 1807 Präfekturrat in Marburg und ab 1810 Generalsekretär der Präfektur vom Departement der Fulda. In den Jahren 1814 bis 1815 war Franz Haß Kapitän der Landwehr. Am 10. Oktober 1816 wurde er von der preußischen Regierung in Minden mit der Verwaltung des Landratsamtes in Herford beauftragt und im April 1817 zum Landrat ernannt. Dieses Amt übte er bis zur Zusammenlegung des Kreises Bünde und des Kreises Herford im Jahr 1832 aus. Sein Nachfolger wurde Philipp von Borries. Nach seinem Ausscheiden aus dem Landratsamt war der verheiratete Haß Regierungsrat bei der Regierung in Münster.